# Ludwig Bareiß
Ludwig „Louis“ Bareiß (* 22. Januar 1822 in Göppingen; † 29. November 1897 in Stuttgart) war ein württembergischer Landtagsabgeordneter.

## Leben
Durch seine Heirat mit Wilhelmine Schwarz wurde Bareiß 1846 Teilhaber der Papierfabrik J. C. Schwarz & Söhne in Göppingen, die er 1867 als Alleininhaber übernahm. Seit 1848 war er führend in der Demokratiebewegung in Göppingen tätig unter anderem als Mitgründer des Göppinger Volksvereins. 1859 unterstützte er als Mitunterzeichner eines Aufrufs die Führungsrolle Preußens in Deutschland. Im gleichen Jahr war er maßgeblich am Bau der ersten Gasanstalt in Göppingen beteiligt. Anfang der 1860er Jahre war Bareiß Vertrauensmann der Fortschrittspartei, 1863 wurde er Mitglied der Volkspartei, die er auch maßgeblich finanziell unterstützte.
Von 1868 bis 1870 saß Bareiß für den Oberamtsbezirk Maulbronn im württembergischen Landtag. 1870 legte er sein Mandat nieder, als seine Firma bankrottging. Anschließend lebte er als Privatier in München, in der Schweiz und seit Anfang der 1880er Jahre in Stuttgart. Ludwig Bareiß wurde auf dem Pragfriedhof in Stuttgart bestattet.